# Fremontodendron californicum
Fremontodendron californicum, es una especie de planta perenne árbol o arbusto, con hojas y flores de colores, como de franela. Es una de las dos especies en el género Fremontodendron, la otra es F. mexicanum.

## Distribución
Fremontodendron californicum se encuentra en algunos lugares montañosos en California, especialmente a lo largo del este del valle de San Joaquín, en las estribaciones occidentales de la Sierra Nevada, en el que se desarrolla en suelo arenoso, suelos nutricionalmente pobres, y que también se encuentra en las laderas orientales de la cordillera de las Cascadas al noroeste del valle de San Joaquín. También se encuentra en pequeñas poblaciones aisladas en las montañas del centro y el oeste de Arizona en Borde Mogollón, principalmente en las montañas de Mazatzal y de la Superstición.   (enlace roto disponible en Internet Archive; véase el historial, la primera versión y la última)..

## Taxonomía
La especie fue descrita inicialmente como Fremontia californica por John Torrey y publicada en Proceedings of the American Association for the Advancement of Science 4: 191, en 1851, actualmente, es tanto un sinónimo como el basónimo de esta; y ulteriormente sería transferida al género Fremontodendron por Frederick Vernon Coville en Contributions from the United States National Herbarium 4: 74, en 1893.

#### Etimología
Ver: Fremontodendron
californicum: epíteto geográfico que alude a su localización en California.

#### Subespecies
Comprende 2 subespecies aceptadas:
- Fremontodendron californicum subsp. californicum
- Fremontodendron californicum subsp. decumbens (R.M.Lloyd) Munz, 1968